# Polikozaeder
Polikozaeder (tudi hemiikozaeder) je abstraktni pravilni polieder, ki ima polovico stranskih ploskev v primerjavi z ikozaedrom. Lahko ga realiziramo kot projektivni polieder, ki je teselacija realne projektivne ravnine z desetimi trikotniki. Lahko ga ponazorimo s projektivno ravnino kot poloblo, kjer so nasprotne točke vzdolž meje povezane in delijo polkroglo na tri enake dele.  

## Polni graf K6
Iz stališča teorije grafov je to vložitev {\displaystyle K_{6}} v realno projektno ravnino. S to vložitvijo je dualni graf tudi Petersenov graf.
| Polni graf K6 predstavlja 6 oglišč in 15 robov polikozaedra |